# Sarydschaskette
Die Sarydschaskette (kirgisisch Сарыжаз кырка тоо; russisch Сарыджа́з Sarydschas) ist eine Bergkette im äußersten Osten von Kirgisistan und im äußersten Südosten von Kasachstan.
Die Sarydschaskette zweigt nach Westen vom Hauptkamm des Tienschan ab. Der 110 km lange vergletscherte Gebirgszug verläuft in Ost-West-Richtung zwischen dem Flusstal des Sarydschas im Norden und dem des Engiltschek im Süden. Im westlichen Abschnitt beträgt die Maximalhöhe 4799 m. Der nach dem russischen Geographen Pjotr Petrowitsch Semjonow-Tjan-Schanski benannte Gipfel Pik Semjonow besitzt eine Höhe von 5816 m und liegt auf der Staatsgrenze zwischen Kirgistan im Westen und Kasachstan im Osten. Im äußersten Osten verläuft der Gebirgskamm auf einer Länge von etwa 15 km vollständig innerhalb von Kasachstan. Am Knotenpunkt mit der Meridionalkette am östlichen Ende des Gebirgszuges befindet sich die 6146 m hohe Mramornaja Stena (auch Pik Plato). Höchster Gipfel in der eigentlichen Bergkette ist der in Kasachstan gelegene 5841 m hohe Bayankol. Am Nordhang erstrecken sich der Muschketow- und der Semjonow-Gletscher. Letzterer gehört zum Quellgebiet des Sarydschas. Entlang der Südflanke verläuft der Nördliche Engiltschek-Gletscher. Die Sarydschaskette besteht hauptsächlich aus metamorphem Glimmerschiefer, Kalkstein und Granit.

## Berge (Auswahl)
Im Folgenden sind eine Reihe von Gipfeln entlang dem Hauptkamm der Sarydschaskette sortiert in West-Ost-Richtung aufgelistet:
- Pik Proletarskoi Pechati (4871 m) (⊙), Kirgisistan
- Pik Piramida (5332 m) (⊙), Kirgisistan
- Pik Semjonow (5816 m) (⊙), Kirgisistan/Kasachstan
- Bayankol (5841 m) (⊙), Kasachstan
- Pik Kasachstan (5761 m) (⊙), Kasachstan